# Chiesa di San Michele Arcangelo (Agerola)
La chiesa di San Michele Arcangelo è una chiesa di Agerola, situata nella frazione di Campora.

## Storia e struttura
La chiesa fu edificata nel 1680 per volere di Antonio Acampora, appartenente ad una ricca famiglia di mercanti di Agerola ma che svolgeva la propria attività a Napoli, da utilizzare come luogo di sepoltura per la sua famiglia. La costruzione non subì particolari cambiamenti nel corso dei secoli, fino al 1980 quando, a causa del violento terremoto dell'Irpinia, rimase notevolmente danneggiata: si resero quindi necessari dei lavori di restauro, finanziati sia dalla famiglia degli Acampora, sia dalla Soprintendenza ai Beni Artistici di Napoli e la chiesa fu riaperta al culto nel 1996.
La chiesa presenta uno stile semplice, influenzato dal gusto barocco: l'accesso è consentito da una scalinata in pietra e la facciata è caratterizzata da un arco in pietra scolpito che sovrasta e sporge sul portale sottostante; in asse con la porta d'ingresso si apre prima una finestra rettangolare e poi una piccola ovale: sulla sommità del tetto, che presenta un doppio spiovente, è posta una croce in ferro. Internamente è a navata unica e lungo le pareti laterali sono posti archi che poggiano su colonne in muratura e lesene, mentre al centro della navata, coperta dal pavimento, è la fossa utilizzata come luogo di sepoltura, così come ricorda anche un'epigrafe; la zona dell'altare maggiore si apre in un'abside, caratterizzata dall'unica tela presente in  tutta la chiesa, che rappresenta san Michele nell'atto di sconfiggere il demonio, opera del XVII secolo, realizzata da Andrea Malinconico. All'esterno, alle spalle dell'abside, si innalza il campanile, con tetto a doppio spiovente e cella campanaria caratterizzata dalla presenza di pietre vive all'esterno.